# هاوثورن وودز (إلينوي)
هاوثورن وودز (بالإنجليزية: Hawthorn Woods, Illinois)‏ هي منطقة سكنية تقع في الولايات المتحدة في إلينوي. يقدر عدد سكانها بـ 7,663 نسمة .

## الموقع الجغرافي
الموقع الجغرافي للمناطق المحيطة بهذه النقطة هو كالتالي: